# あべ弘士
あべ 弘士（あべ ひろし、1948年6月19日 - ）は、日本の絵本作家。

## 来歴
北海道旭川市出身。3人きょうだいの末っ子だった（上に兄と姉）。幼少時から野外での遊びに熱中し、また絵を描いたり工作することが得意だった。小学生から高校時代まで百人一首にも打ち込み、市の大会で優勝したこともあった。中学時代は野球部を目指したがベビーブーム世代で生徒数が多いため断念、スカウトされて合唱部に入り、こちらも高校3年生まで続ける。北海道旭川西高等学校を卒業。
高校卒業後、大学受験に3年続けて失敗して進学を諦め、叔父の鉄工所に入り、跡を継ぐ前提で働く。3年間勤務しているうちに、絵に対する興味が再燃して独学で勉強を始める。東京に出る計画も立てたが、女性と交際を始めたことや、生活を考えて断念。自然と関わりのある仕事への興味とエゾオオカミの本を読んだことで動物園への就職を決める。
23歳だった1972年から25年間、旭川市旭山動物園飼育係として働いた。勤務中、飼育員達の間で話し合った行動展示の夢を絵として残し、旭山動物園復活の鍵となった。多くの動物を担当したが、最も好きになったのはカワウソで、絵本に描く際には野生のカワウソを見る必要があると考え、生息地のシベリアまで6度も出かけたという（ただし発言時点では野生のカワウソ自体を見ることは実現していない）。
在職中に動物園の機関誌や地元のタウン誌に寄稿したイラストが評判を得たことで絵本を描くようになる。絵本執筆のきっかけは、機関誌を見た福音館書店からの依頼だったという。動物園で仕事がある日はほとんど描けず、休日を利用しての執筆だった。
1996年に退職。飼育員と絵本作家の両立が困難になったことから退職に踏み切ったと述べている。
2011年には旭川市を拠点としたNPO法人かわうそ倶楽部を設立し、理事長としてアートスペース「ギャラリープルプル」の運営に関わっている。
また、2022年時点では独立リーグ・北海道ベースボールリーグの富良野ブルーリッジで顧問を務め、球団キャラクター「リッジくん」（ミヤマクワガタ）の「生みの親」と紹介されている。

## 賞歴
- 1995年 『あらしのよるに』（講談社）で講談社出版文化賞絵本賞、産経児童出版文化賞JR賞受賞。
- 1999年 『ゴリラにっき』（小学館）で小学館児童出版文化賞受賞。
- 2000年 『ハリネズミのプルプル』シリーズ（文溪堂）で赤い鳥さし絵賞受賞。
- 2013年 『クロコダイルとイルカ』（メディア・パル）でけんぶち絵本の里大賞大賞受賞。
- 2014年 『新世界へ』（偕成社）でJBBY賞受賞。
- 2016年 『宮沢賢治「旭川。」より』（BL出版）で産経児童出版文化賞美術賞受賞。
- 2018年 『クマと少年』（ブロンズ新社）で北海道ゆかりの絵本大賞受賞。

## おもな作品リスト
- 『旭山動物園日誌』（出版工房ミル）
- 『おっとせいおんど』（福音館書店）
- 『雪の上のなぞのあしあと』（福音館書店）
- 『絵とき ゾウの時間とネズミの時間』（福音館書店）
- 『どうぶつえんガイド』（福音館書店）
- 『カエルのべんとうや』（福音館書店）
- 『くじらのあかちゃん おおきくなあれ』（福音館書店）
- 『どうぶつえん物語』（絵本館）
- 「あらしのよるに」シリーズ（講談社）

1. 『あらしのよるに』
2. 『あるはれたひに』
3. 『くものきれまに』
4. 『きりのなかで』
5. 『どしゃぶりのひに』
6. 『ふぶきのあした』
7. 『まんげつのよるに』

- 「わにのスワニー」シリーズ（講談社）

1. 『わにのスワニー しまぶくろさんとあそぶの巻』
2. 『わにのスワニー(2) しまぶくろさんといわだぬきくんの巻』
3. 『わにのスワニー(3) しまぶくろさんのたんじょうパーティーの巻』
4. 『わにのスワニー なぞなぞえほん どんなもんだい！の巻』

- 『あべ弘士ART BOX 動物たち』（講談社）
- 『エゾオオカミ物語』（講談社）
- 『あかいとり』（童心社）
- 『てんてんむし』（童心社）
- 『バナナをかぶって』（クレヨンハウス）
- 『あべ弘士 どうぶつ友情辞典』（クレヨンハウス）
- 「ハリネズミのプルプル」シリーズ（文溪堂）

1. 『ハリネズミのプルプル(1) 森のサクランボつみ大会』
2. 『ハリネズミのプルプル(2) イチジクの木の下で』
3. 『ハリネズミのプルプル(3) キンモクセイをさがしに』

- 『ライオンのよいいにち』（佼成出版社）
- 『ライオンのへんないちにち』（佼成出版社）
- 『ライオンのながいいちにち』（佼成出版社）
- 『カンガルーママのすてきなポケット』（佼成出版社）
- 『くまくん』（ひかりのくに）
- 『ゴリラのりらちゃん』（ポプラ社）
- 『ゴリラのごるちゃん』（ポプラ社）
- 「どうぶつニュースの時間」シリーズ（理論社）全2巻
- 「どうぶついっぱいかいちゃおう」シリーズ（ヴィレッジブックス）

1. 『どうぶついっぱいかいちゃおう』
2. 『もっとどうぶついっぱいかいちゃおう』

- 「どうぶつさいばん」シリーズ（偕成社）

1. 『どうぶつさいばん ライオンのしごと』
2. 『どうぶつさいばん タンチョウは悪代官か?』

- 『にじ』（アスク・ミュージック）
- 『だれかがほしをみていた』（アスク・ミュージック）
- 『ともだちになるために』（アスク・ミュージック）
- 『はじめのいっぽ』（アスク・ミュージック）

## 絵本以外の作品
- 『東京大神宮の絵馬デザイン』（平成20年、子年～）
- 『JR北海道キハ183系「旭山動物園号」仕様編成の塗装デザイン』（平成19年～｡なお､平成25年からは内装も塗装もリニューアルされている｡平成30年3月25日引退）
- 『旭川空港のボーディングブリッジの塗装デザイン』（平成29年～）
- 『江戸家猫八』（5代目） 襲名披露後ろ幕デザイン』（令和5年）[7]